# Kymella polaris
Kymella polaris är en mossdjursart som först beskrevs av Campbell Easter Waters 1904.  Kymella polaris ingår i släktet Kymella, ordningen Cheilostomatida, klassen Gymnolaemata, fylumet mossdjur och riket djur. Inga underarter finns listade i Catalogue of Life.